# Carlos Encarnação
Carlos Manuel de Sousa Encarnação ComM (Coimbra, Almedina, 30 de setembro de 1946) é um político português.

## Biografia
Governador Civil do Distrito de Coimbra de 1980 a 1981.
Foi deputado pelo PSD em Coimbra, na VI legislatura [1991-11-04 a 1995-10-26], na VII  legislatura [1995-10-27 a 1999-10-23], e na VIII legislatura [1999-10-25 a 2002-04-04].
Presidente da Câmara Municipal de Coimbra de 2001 a 2010.
A 13 de Fevereiro de 2015 foi feito Comendador da Ordem do Mérito.